# William Ely
William Ely (* 14. August 1765 in Longmeadow, Hampden County, Province of Massachusetts Bay; † 9. Oktober 1817 in Springfield, Massachusetts) war ein US-amerikanischer Politiker. Zwischen 1805 und 1815 vertrat er den Bundesstaat Massachusetts im US-Repräsentantenhaus.

## Leben
William Ely besuchte zunächst vorbereitende Schulen und studierte danach bis 1787 am Yale College. Nach einem anschließenden Jurastudium und seiner 1791 erfolgten Zulassung als Rechtsanwalt begann er in Springfield in diesem Beruf zu arbeiten. Politisch wurde er Mitglied der von Alexander Hamilton gegründeten Föderalistischen Partei. Zwischen 1801 und 1803 war er Abgeordneter im Repräsentantenhaus von Massachusetts.
Bei den Kongresswahlen des Jahres 1804 wurde Ely im fünften Wahlbezirk von Massachusetts in das US-Repräsentantenhaus in Washington, D.C. gewählt, wo er am 4. März 1805 die Nachfolge von Thomas Dwight antrat. Nach vier Wiederwahlen konnte er bis zum 3. März 1815 fünf Legislaturperioden im Kongress absolvieren. In diese Zeit fiel der Britisch-Amerikanische Krieg von 1812. In den Jahren 1815 und 1816 war William Ely nochmals Abgeordneter im Staatsparlament. Er starb am 9. Oktober 1817 in Springfield.